# Phthiracarus paucus
Phthiracarus paucus är en kvalsterart som beskrevs av Wojciech Niedbała 1991. Phthiracarus paucus ingår i släktet Phthiracarus och familjen Phthiracaridae. Inga underarter finns listade i Catalogue of Life.